# Psittacanthus paxianus
Psittacanthus paxianus är en tvåhjärtbladig växtart som först beskrevs av Patsch., och fick sitt nu gällande namn av Kuijt. Psittacanthus paxianus ingår i släktet Psittacanthus och familjen Loranthaceae. Inga underarter finns listade i Catalogue of Life.